# Jorge Macchi
Jorge Macchi (Buenos Aires, 1963) es un artista argentino. 

## Trayectoria
Se ha desarrollado en la escena artista contemporánea de la Argentina, construyendo una prestigiosa carrera. Una característica de su arte es el diverso rango de disciplinas que utiliza, presentando técnicas que abarcan desde el dibujo, la pintura y la acuarela, hasta texto, escultura, objetos música, video, fotografía, collage, trabajos con luz, arquitectura e instalaciones. Fue obteniendo reconocimiento en el ambiente artístico de Buenos Aires en 1987 como parte del Grupo de la X, grupo dónde se encontraban diversos pintores y escultores de su generación.
Estudió en la Escuela Nacional de Bellas Artes "Prilidiano Pueyrredón", recibiéndose de profesor de pintura en 1987. Sin embargo, su obra pronto se fue inclinando hacia el uso de objetos reales, que modificaba para darles un nuevo significado. El artista se refirió al uso de este procedimiento como: «Mirar y seleccionar, ese es mi trabajo. En la medida en que el objeto está cambiado de contexto, de función, de escala y hay una oscuridad alrededor, uno centra la atención inmediatamente en él y tiene otra significación. Por supuesto que no es un método mío. Desde Duchamp eso es moneda corriente en el arte contemporáneo. El trabajo de todo artista es un trabajo de selección. Un pintor que está delante de su tela elige constantemente colores. A mí no me gusta elegir colores, prefiero elegir determinadas formas u objetos que me llamen la atención».

## Reconocimientos
En 1990 recibió el primer premio de la Fundación Nuevo Mundo. Al año siguiente recibió un subsidio a la creación artística de la Fundación Antorchas. Fue galardonado con el premio Braque de escultura y varios premios Konex, incluido el de Platino. 
En 2011 formó parte del jurado de selección del Premio Artes Visuales organizado por la Fundación Itaú.  

## Exposiciones individuales

### Historia Natural (2016)
La instalación se divide en dos grandes instalaciones: Here y Projection.
Here consiste en una cruz de hierro que marca en la exhibición el lugar exacto de la galería según las coordenadas de GPS y su dirección según los puntos cardinales.
Projection es una pared, como aquellas que se utilizan en exhibiciones para separar los espacios. Sin embargo en este caso, la pared está desbalanceada, en posición oblicua sosteniada por unos 60 tensores unidos al techo.

### Mikrokosmos (2017)
Se inspiró en el conjunto de composiciones para piano de Béla Bartók para la realización de esta exhibición.